# 维拉德尔博斯科
维拉德尔博斯科（義大利語：Villa del Bosco），是意大利比耶拉省的一个市镇。总面积3平方公里，人口391人，人口密度130.3人/平方公里（2009年）。ISTAT代码为096078。